# رالی سافاری ۲۰۲۴
رالی سافاری ۲۰۲۴ (همچنین با عنوان رالی سافاری ۲۰۲۴ کنیا نیز شناخته می‌شود) یک رویداد اتومبیل‌رانی رالی بود که طی چهار روز از ۲۸ تا ۳۱ مارس ۲۰۲۴ در کشور کنیا برگزار شد. این رالی هفتاد و دومین دوره رویداد برگزار شده رالی سافاری بود، همچنین سومین دور از مسابقات رالی قهرمانی جهان ۲۰۲۴، مسابقاترالی قهرمانی جهان ۲ و مسابقات رالی قهرمانی جهان ۳ بود. این رویداد در نایواشا در شهرستان ناکورو برگزار شد، رانندگان در نوزده مرحله ویژه به رقابت پرداختند که مسافت کلی ۳۵۵٫۹۲ کیلومتر (۲۲۱٫۱۶ مایل) را تکمیل کردند.